# Isaac Nader
Isaac Nader (Faro, 17 de agosto de 1999) es un deportista portugués que compite en atletismo, especialista en las carreras de mediofondo.
En los Juegos Europeos de Cracovia 2023 consiguió una medalla de plata en la prueba de 1500 m. Ganó una medalla de bronce en el Campeonato Europeo de Atletismo en Pista Cubierta de 2025, en la misma prueba.

## Palmarés internacional
| Juegos Europeos                      | Juegos Europeos          | Juegos Europeos   | Juegos Europeos |
| Año                                  | Lugar                    | Medalla           | Prueba          |
| ------------------------------------ | ------------------------ | ----------------- | --------------- |
| 2023                                 | Chorzów (Polonia)        | Medalla de plata  | 1500 m          |
| Campeonato Europeo en Pista Cubierta |                          |                   |                 |
| Año                                  | Lugar                    | Medalla           | Prueba          |
| 2025                                 | Apeldoorn (Países Bajos) | Medalla de bronce | 1500 m          |